# Rosalind Russell
Catherine Rosalind Russell (Waterbury, 4 giugno 1907 – Beverly Hills, 28 novembre 1976) è stata un'attrice statunitense.

## Biografia

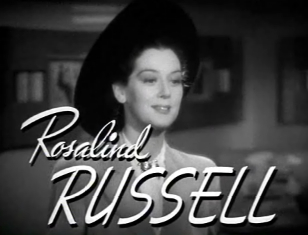
La Russell nel trailer di Chi dice donna... (1941)

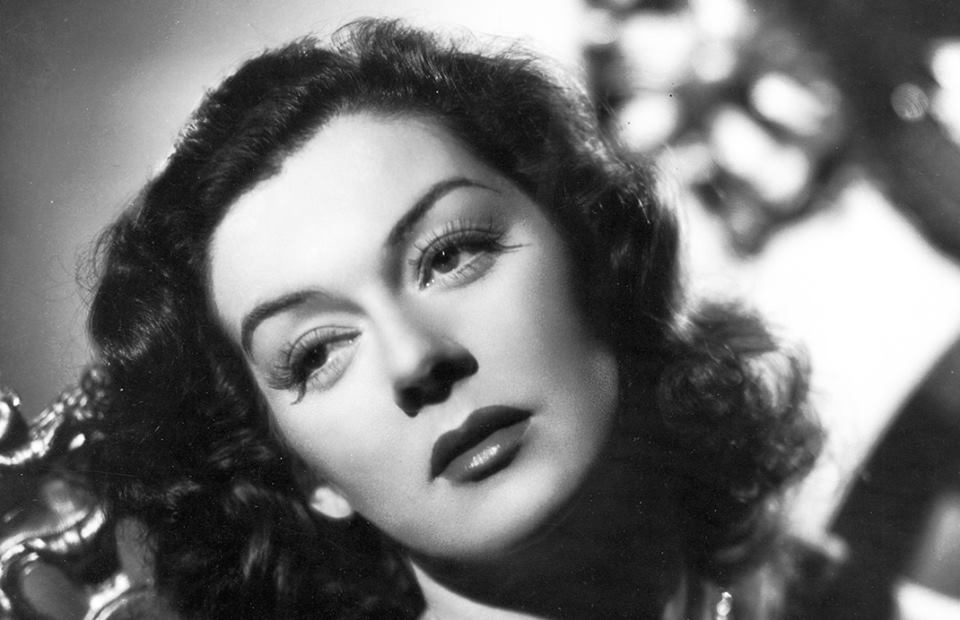
L'attrice nel 1940

Nata in una numerosa famiglia cattolica di origine irlandese, fu la prima di sette sorelle e vide la luce a Waterbury, nel Connecticut, dove compì i primi studi presso istituti cattolici, per poi approdare alla'American Academy of Dramatic Arts di New York. Iniziò la sua carriera come modella e con qualche ruolo minore nei teatri di Broadway. All'inizio degli anni trenta venne scritturata dalla MGM, dove recitò in diverse commedie come La moglie di Craig (1937) e La quadriglia dell'illusione (1938), e in film drammatici come La cittadella (1938). Nel 1939 venne scritturata per partecipare al celebre film Donne (1939), nel quale il regista George Cukor riunì un cast tutto al femminile, tra cui Paulette Goddard, Norma Shearer e Joan Crawford.
La Russell dimostrò il suo talento per la commedia, recitando in La signora del venerdì (1940), diretto da Howard Hawks, una brillante commedia in cui impersonò un'avvenente reporter che è anche la moglie del proprietario del giornale per il quale lavora (interpretato da Cary Grant) e che è ancora innamorato di lei. Negli anni quaranta continuò a sfruttare la sua verve nelle commedie Chi dice donna... (1941) di W. S. Van Dyke e Segretario a mezzanotte (1942) di Mitchell Leisen, e interpretando anche ruoli drammatici in pellicole come L'angelo del dolore (1946) e Il lutto si addice ad Elettra (1947), entrambe dirette da Dudley Nichols. Quest'ultimo film provocò una enorme delusione all'attrice, che veniva data per certa agli Oscar per la migliore interpretazione femminile, tanto che lei alla cerimonia della consegna si alzò dalla sedie ancora prima che si leggesse il nome, che non fu il suo. Il film fu anche uno dei più grossi disastri finanziari della RKO. Subito dopo, con uno degli autori dei dialoghi, Jack Gage, l'attrice realizzò Valeria l'amante che uccise (1948), un noir di ottima fattura, dove interpreta un ruolo a lei molto congeniale, quella di una attrice di Broadway di enorme successo. Ma anche questa volta il film non ebbe fortuna e in particolare subì la stroncatura di uno dei più influenti critici cinematografici, Bowsley Crowther, del New York Times. 

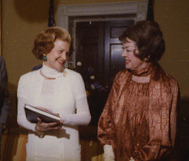
Sei mesi prima di morire, Russell (a destra) incontrò la First Lady Betty Ford (anch'essa sopravvissuta a un tumore al seno) alla Casa Bianca l'11 maggio 1976

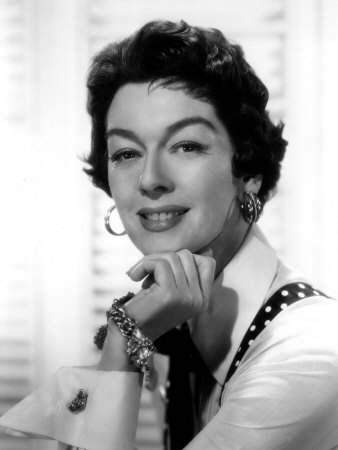
Rosalind Russell nel 1955

Tornata al teatro, finalmente, nel 1953 la Russell vinse il Tony Award per la sua interpretazione del musical Wonderful Town. Lo spettacolo, versione teatrale del suo precedente film Mia sorella Evelina (1942), riscosse un grande consenso di pubblico e di critica. 
Nel 1956 l'attrice fornì la sua più celebre performance teatrale nello spettacolo Auntie Mame, che ripropose due anni più tardi nella versione cinematografica intitolata La signora mia zia (1958) di Morton DaCosta, in cui riprese il ruolo della bizzarra e matura gentildonna che stravolge la vita del suo nipotino orfano. Il film fu un grande successo e la Russell venne candidata all'Oscar. Quando le veniva chiesto nelle interviste quale fosse il suo personaggio preferito, rispondeva senza indugi: Hey, Zia Mame!.
Tra gli anni cinquanta e la seconda metà degli anni sessanta la Russell interpretò altri notevoli ruoli in pellicole come La ragazza di Las Vegas (1955) di Robert Pirosh, Picnic (1956) di Joshua Logan, Il molto onorevole ministro (1961) di Mervyn LeRoy, Guai con gli angeli (1966) di Ida Lupino e Where Angels Go Trouble Follows! (1968) di James Neilson. Nel 1963 vinse un Golden Globe per la sua energica interpretazione della madre desiderosa di successo per le due figlie in La donna che inventò lo strip-tease (1962) di Mervyn LeRoy, trasposizione del musical di successo Gypsy e dove ebbe come partner Natalie Wood. La sua ultima apparizione sul grande schermo fu in Zia, vuoi fare parte della CIA? (1972) di Leslie H. Martinson.
Da sempre impegnata in attività benefiche, durante la cerimonia di premiazione degli Oscar del 1973, l'attrice ricevette da Frank Sinatra il Premio umanitario Jean Hersholt. Morì nel 1976, all'età di sessantanove anni, dopo una lunga lotta contro un cancro al seno (che si era aggiunto all'artrite reumatoide di cui soffriva da tempo) e fu seppellita all'Holy Cross Cemetery, in California.

## Filmografia

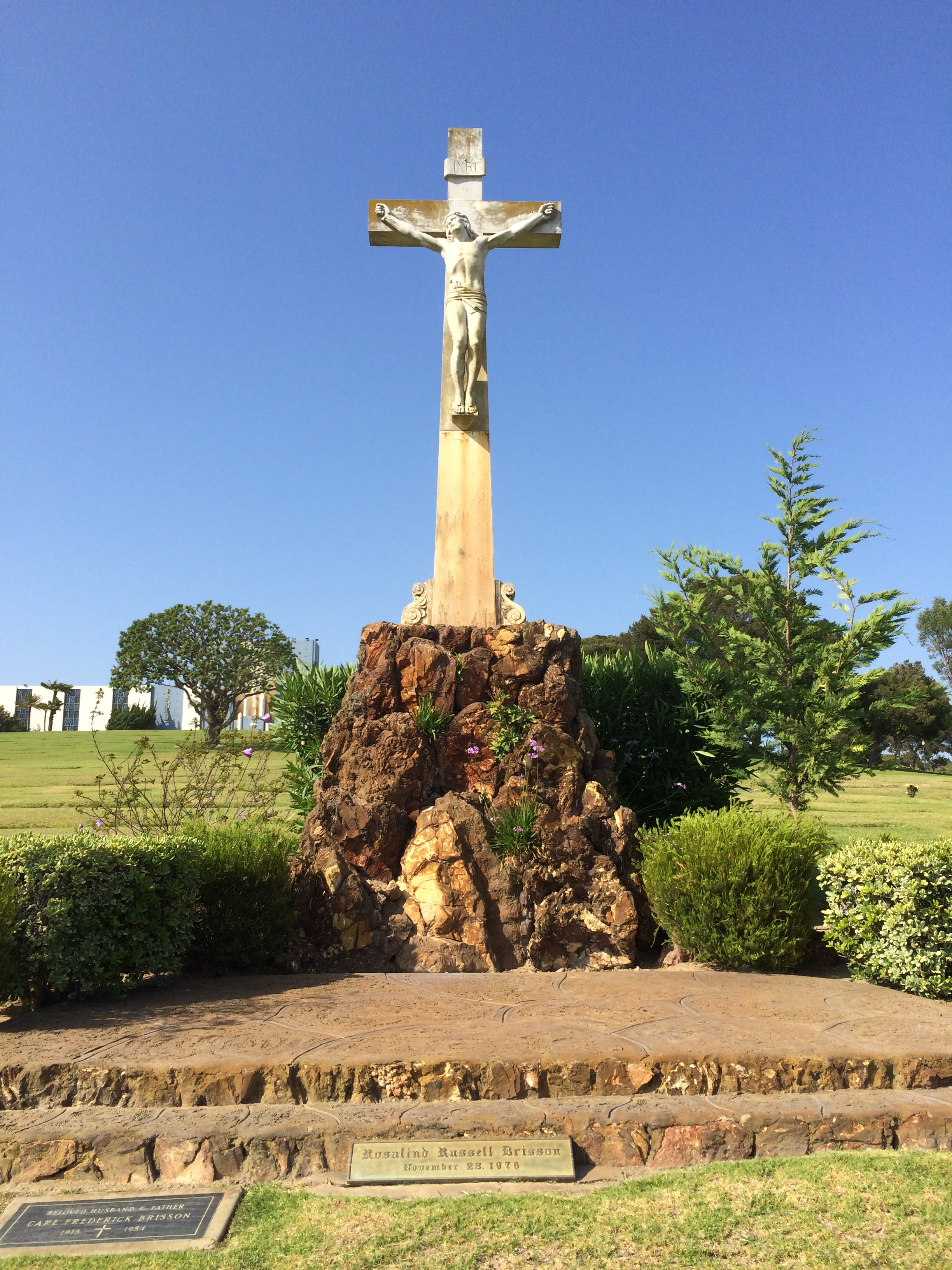
Tomba di Rosalind Russell all'Holy Cross Cemetery

### Cinema
- L'amante sconosciuta (Evelyn Prentice), regia di William K. Howard (1934)
- La donna è mobile (Forsaking All Others), regia di W. S. Van Dyke (1934)
- The President Vanishes, regia di William A. Wellman (1934)
- La notte è per amare (The Night Is Young), regia di Dudley Murphy (1935)
- Dalle 7 alle 8 (The Casino Murder Case), regia di Edwin L. Marin (1935)
- Aquile (West Point of the Air), regia di Richard Rosson (1935)
- Sui mari della Cina (China Seas), regia di Tay Garnett (1935)
- Tentazione bionda (Reckless), regia di Victor Fleming (1935)
- Codice segreto (Rendezvous), regia di William K. Howard e, non accreditato, Sam Wood (1935)
- It Had to Happen, regia di Roy Del Ruth (1936)
- Sotto due bandiere (Under Two Flags), regia di Frank Lloyd (1936)
- La regina di picche (Trouble for Two), regia di J. Walter Ruben (1936)
- La moglie di Craig (Craig's Wife), regia di Dorothy Arzner (1936)
- Notturno tragico (Night Must Fall), regia di Richard Thorpe (1937)
- Vivi, ama e impara (Live, Love and Learn), regia di George Fitzmaurice (1937)
- Man-Proof, regia di Richard Thorpe (1938)
- La cittadella (The Citadel), regia di King Vidor (1938)
- La quadriglia dell'illusione (Four's a Crowd), regia di Michael Curtiz (1938)
- Il manoscritto scomparso (Fast and Loose), regia di Edwin L. Marin (1939)
- Donne (The Women), regia di George Cukor (1939)
- Non è tempo di commedia (No Time for Comedy), regia di William Keighley (1940)
- La signora del venerdì (His Girl Friday), regia di Howard Hawks (1940)
- T'amerò follemente (Hired Wife), regia di William A. Seiter (1940)
- Ciò che si chiama amore (This Thing Called Love), regia di Alexander Hall (1940)
- Chi dice donna... (The Feminine Touch), regia di W. S. Van Dyke (1941)
- Avventura a Bombay (They Met in Bombay), regia di Clarence Brown (1941)
- Segretario a mezzanotte (Take a Letter, Darling), regia di Mitchell Leisen (1942)
- Scandalo premeditato (Design for Scandal, regia di Norman Taurog (1942)
- Mia sorella Evelina (My Sister Eileen), regia di Alexander Hall (1942)
- Aquile sul Pacifico (Flight for Freedom), regia di Lothar Mendes (1943)
- Che donna! (What a Woman!), regia di Irving Cummings (1943)
- Roughly Speaking, regia di Michael Curtiz (1945)
- Non volle dir sì (She Wouldn't Say Yes), regia di Alexander Hall (1945)
- L'angelo del dolore (Sister Kenny), regia di Dudley Nichols (1946)
- La colpa di Janet Ames (The Guilt of Janet Ames), regia di Henry Levin (1947)
- Il lutto si addice ad Elettra (Mourning Becomes Electra), regia di Dudley Nichols (1947)
- Valeria l'amante che uccise (The Velvet Touch), regia di Jack Gage (1948)
- Nessuna pietà per i mariti (Tell It To The Judge), regia di Norman Foster (1949)
- Lo scandalo della sua vita (A Woman of Distinction), regia di Edward Buzzell (1950)
- La divisa piace alle signore (Never Wave at the WAC), regia di Norman Z. McLeod (1953)
- La ragazza di Las Vegas (The Girl Rush), regia di Robert Pirosh (1955)
- Picnic, regia di Joshua Logan (1955)
- La signora mia zia (Auntie Mame), regia di Morton DaCosta (1958)
- Il molto onorevole ministro (A Majority of One), regia di Mervyn LeRoy (1961)
- La donna che inventò lo strip-tease (Gypsy), regia di Mervyn LeRoy (1962)
- Signora di lusso (Five Finger Exercise), regia di Daniel Mann (1962)
- Guai con gli angeli (The Trouble with Angels), regia di Ida Lupino (1966)
- Rosie!, regia di David Lowell Rich (1967)
- Oh Dad, Poor Dad, Mama's Hung You in the Closet and I'm Feeling So Sad, regia di Richard Quine (1967)
- Where Angels Go Trouble Follows!, regia di James Neilson (1968)
- Zia, vuoi fare parte della CIA? (Mrs. Pollifax-Spy), regia di Leslie H. Martinson (1972)

### Televisione
- General Electric Theater – serie TV, episodio 4x25 (1956)

## Teatro
- The Garrick Gaieties, libretto di Lorenz Hart, colonna sonora di Richard Rodgers, regia di Philip Loeb. Guild Theatre di Broadway (1925)
- Company's Coming di Alma Wilson, regia di Zeke Colvan. Lyceum Theatre di Broadway (1931)
- Wonderful Town, libretti di Betty Comden e Adolph Green, colonna sonora di Leonard Bernstein, regia di George Abbott. Winter Garden Theatre di Broadway (1953)
- Zia Mame di Jerome Lawrence e Robert E. Lee, regia di Morton Da Costa. Broadhurst Theatre di Broadway (1958)

## Riconoscimenti
- Premio Oscar
  - 1943 – Candidatura alla migliore attrice per Mia sorella Evelina
  - 1947 – Candidatura alla migliore attrice per L'angelo del dolore
  - 1948 – Candidatura alla migliore attrice per Il lutto si addice ad Elettra
  - 1959 – Candidatura alla migliore attrice per La signora mia zia
  - 1973 – Premio umanitario Jean Hersholt

- Golden Globe
  - 1947 – Migliore attrice in un film drammatico per L'angelo del dolore
  - 1948 – Migliore attrice in un film drammatico per Il lutto si addice ad Elettra
  - 1959 – Migliore attrice in un film commedia o musicale per La signora mia zia
  - 1962 – Migliore attrice in un film commedia o musicale per Il molto onorevole ministro
  - 1963 – Migliore attrice in un film commedia o musicale per La donna che inventò lo strip-tease

- Tony Award
  - 1953 – Miglior attrice protagonista in un musical per Wonderful Town
  - 1957 – Candidatura alla miglior attrice protagonista in un'opera teatrale per Zia Mame

## Doppiatrici italiane
- Tina Lattanzi in La cittadella, La signora del venerdì, T'amerò follemente, Ciò che si chiama amore, Che donna!, La colpa di Janet Ames, Il lutto si addice ad Elettra, Lo scandalo della sua vita, La ragazza di Las Vegas
- Lydia Simoneschi in Donne, Chi dice donna..., Avventura a Bombay, Picnic, Nessuna pietà per i mariti, La signora mia zia, La donna che inventò lo strip-tease, Guai con gli angeli
- Paila Pavese in La donna è mobile (ridoppiaggio)[1]
- Ada Maria Serra Zanetti in La cittadella (ridoppiaggio)
- Lorenza Biella in La signora del venerdì (ridoppiaggio)
- Anna Rita Pasanisi in Valeria l'amante che uccise (ridoppiaggio)